# Steve Brulé
Steve Brulé (* 15. Januar 1975 in Montréal, Québec) ist ein ehemaliger kanadischer Eishockeyspieler. Von 2004 bis 2011 war er in Europa tätig und stand zuletzt bei den Marquis de Saguenay bzw. Marquis de Jonquière aus der Ligue Nord-Américaine de Hockey unter Vertrag.

## Karriere
Steve Brulé begann seine Karriere als Eishockeyspieler bei den Saint-Jean Lynx, für die er von 1992 bis 1995 in der kanadischen Juniorenliga QMJHL aktiv war. In diesem Zeitraum wurde er im NHL Entry Draft 1993 in der sechsten Runde als insgesamt 143. Spieler von den New Jersey Devils ausgewählt. Mit deren Farmteam aus der American Hockey League, den Albany River Rats, gewann der Angreifer in der Saison 1994/95 den Calder Cup. Auch in den folgenden fünf Jahren spielte er für die River Rats, wobei er für die Playoffs der Saison 1999/2000 von den New Jersey Devils in ihren NHL-Kader berufen wurde. Sein einziger Einsatz in jenen Playoffs der National Hockey League verhalf ihm zum Gewinn des Stanley Cup. 
Im Anschluss an den Stanley-Cup-Gewinn mit New Jersey spielte Brulé ein Jahr lang in der International Hockey League für die Manitoba Moose sowie drei Jahre in der American Hockey League für die Cincinnati Mighty Ducks und Hershey Bears. In seiner Zeit bei Hershey kam er zudem auf zwei Einsätze in der regulären Saison für die Colorado Avalanche aus der NHL. Im Sommer 2004 unterschrieb der Kanadier einen Vertrag bei den Krefeld Pinguinen aus der Deutschen Eishockey Liga. In der folgenden Spielzeit schloss er sich deren Ligarivalen Füchse Duisburg und Kassel Huskies an, wobei er mit den Huskies den Klassenerhalt verpasste. Statt mit der Mannschaft in die 2. Bundesliga zu gehen, wechselte der Rechtsschütze zum EC Graz 99ers in die Österreichische Eishockeyliga. Anschließend stand er je ein Jahr lang für den EHC Chur und den EHC Visp in der Schweizer National League B auf dem Eis. Im Sommer 2009 wechselte er innerhalb der Liga von Visp zum HC Thurgau. Ab dem Januar 2011 stand Steve Brulé wieder bei dem EHC Visp unter Vertrag, bei dem der Stürmer die Saison 2010/11 beendete und mit diesem der Kanadier die Meisterschaft der zweithöchsten Schweizer Liga gewann. In der Ligaqualifikation scheiterte er mit den Wallisern jedoch gegen den HC Ambrì-Piotta. Im Anschluss erhielt Brulé einen Kontrakt bei den Marquis de Saguenay aus der Ligue Nord-Américaine de Hockey.

## Erfolge und Auszeichnungen
- 1993 QMJHL All-Rookie Team
- 1993 Trophée Michel Bergeron
- 1995 QMJHL Second All-Star Team
- 1995 Coupe RDS
- 1995 Calder-Cup-Gewinn mit den Albany River Rats
- 2000 Stanley-Cup-Gewinn mit den New Jersey Devils
- 2011 Meister der National League B mit dem EHC Visp